# Представа детета и детињства у уметности
Детињство је старосна граница од рођења до пубертета. Такође може укључивати адолесценцију, али без обзира на то претходи одраслој доби. Према Пијажеовој теорији когнитивног развоја, детињство се састоји од две фазе: преоперативне и конкретне оперативне фазе. У развојној психологији детињство је подељено на развојне фазе раног детињства (предшколско доба), средњег детињства (школског узраста) и адолесценције (пубертет до пунолетства). Разни фактори из детињства могу утицати на формирање става особе. Детињство и деца су много пута били предмет уметности.

## Историја уметности
Античка грчка уметност била је преплављена малим Еросима. Идеализовање детињства, његове љупкости, било је карактеристично за грчку уметност. Детињство нестаје из хеленистичке иконографије заједно с осталим хеленистичким темама, а роман враћа слепило специфично према дечјим цртама, која су већ обележавала стара времена, пре хеленизма.
Историчари уметности су препознали у једном спеву да су „напредна“ деца имала одлике витезова. Људи из 10. и 11. века се нису задржавали на детињству, самим тим  су сматрали да је детињство нешто што је веома брзо пролазно и што лако ишчезне из сећања.
Средњовековна уметност није знала за детињство. Онда када је дете ипак приказивано на уметничким делима, приказивано је са карактеристикама одраслог човека, мишићавог тела све до 12. века. Сцена из Јеванђеља, када Исус тражи да пусте децу да му приђу, на латинском пише парвили (мали). Међутим, око Исуса се налази 8 одраслих људи, без иједне детиње црте. Са краја 12. века, Исмаил, одмах по рођењу има одлике одраслог човека. Тринаести век ће остати доследан овом стилу. У моралистичкој Библији Св. Луја, деца су све присутнија, али се издвајају само стасом.
Једна епизода из живота Јакова: Исак седи окружен двема женама око себе. Око њих 15 малих људи који приближно допиру до паса одраслих и то су њихова деца. Јаков је награђен за непоколебљивост своје вере поново постаје богат и слика приказује његову срећу стављајући га међу стоку с леве стране и деце, такође многобројне са десне стране. Традиционална слика плодности недељива од богатства. На осталим илустрацијама књига о Јову, деци поређана су у висини једна другој до ушију.
Све до краја 13. века, деца су била приказана као мали људи. Ово слепило за дечју морфологију уочено је и у многим старим цивилизацијама. 
У 13. веку: јављају се три типа детета: 
1) Дете је приказивано као анђео;
2) Приказивано је дете Исус;
3) Голо дете.
Дете анђео. Веома млади човек, адолесцент, мање-више, то су одрасла деца,  обучена за богослужење, и одређена за црквене редове, нека врста семинариста, у времену када није било семинара и када је једино латинска школа формирала свештена лица. Тип анђела адолесцента је веома омиљен у 14. веку.
Дете Исус. Детињство је овде везано за култ Марије. У почетку је Исус, као и друга деца, смањена одрасла појава: мали божији свештеник у сјају. Тежња ка реалистичнијем и животнијем приказивању детињства јавља се у сликарству веома рано. Пријатан доживљај раног детињства своди се до 14. века на малог Исуса, када ће италијанска уметност допринети његовом развоју и ширењу његових граница. Тај доживљај везан је за мајчинску нежност.
Голо дете. Појављује се у готском раздобљу. Мали Исус се готово никада не приказује без одеће. Он је као и сва друга деца у кошуљи или хаљини. Разголитиће се тек крајем средњег века. У Библији се допушта да деца буду гола само када су блажена или умрла чијим ће се мајкама судити. Лешеви су били мањи него људска тела.
У 14. веку: Све су бројнији призори са децом, али дела и даље нису посвећена опису и приказивању детињства. Најпре стидљиво, а затим све учесталије, религиозно детињство престаје да се своди само на Исуса. Најпре му се придружује детињство Девице: у соби породиље је комешање новорођенчета којег купају, повијају и приносе мајци. Приказују се света деца, са или без мајки. Та иконографија се подудара са мноштвом прича о деци у побожним приповестима. Она се одржала до 17. века.
У 15. веку: из ове религиозне иконографије детињства коначно се издваја лаичка иконографија 15. и 16. века. Још увек није приказивање самог детета. Дете постаје један од омиљених елемената: дете у породици, дете и његови другови у игри (који су често одрасле особе), дете како пишки итд... Мада, ови призори и даље нису посвећени опису детињства. Два гледишта: дете је често истицано у гомили, због љупкости и живописности које га красе и деца су у свакодневном животу била са одраслима, у свим скуповима везаним за рад, доколицу... И данас смо склони да свет деце не поистовећујемо са светом одраслих. У овом веку, детињство се приказује у два нова вида: портрет и путо.
У 16. веку: Портрет и путо и први пут се јавља портрет мртвог детета. Склоност ка портрету показује да деца излазе из безимености у којој су их држали слаби изгледи да остану у животу. Мртво дете се појављује на гробовима својих родитеља, а на сликама се мртва од живе деце разликују једино по величини- мања су, а у рукама често држе крст или главу покојника. Портрети саме деце, без родитеља, ретки су све до краја 16. века. Крајем 16. века јавља се путо- мало голо дете. Путо је сличан хеленистичком малом Еросу. Мала гола деца ће преплавити сликарство и постаће декоративни мотив који се појављује до презасићености. Још једна слика детета које средњи век није познавао представља пут малог голог детета које се појављује крајем 16. века и без сумње би требало да гледа поновни сусрет са хеленистичким Еросом, тема голог детета одмах се прихвата изузетном наклоношћу чак и у Француској. У 16. веку као што је познато мала гола деца ће преплавити сликарство и постати декоративни мотив који се понавља до презасићености и посебно га користи, можда и превише, и преувеличава Тицијан.
У 17. веку: Дете се приказује само. Дете постаје један од најомиљенијих модела тог века. Свака породица у том периоду жели портрет своје деце док су још мала. Тај обичај настаје у 17. веку и траје све до данас, иако је фотографија у 19. веку заменила платно. Мармоусет (путо). Дете постаје средиште композиције. Чини се да се чак ни 17. век није заситио тог мотива, било да је реч о Риму, Напуљу или Версају, где је и даље остало старо име мармосет. Наклоност ка голишавости детета је постојала и одговарала је с општим покретом позитивног интересовања за детињство. Као и средњовековно дете, сакрално дете, путо, није био историјско дете. Деца на портретима из 16. и 17. нису никада или готово никада голишава. Она су или у повоју, или у клечећем положају, или носе одећу која одговара њиховом узрасту и пореклу.
17. век је пресудан за развој теме раног детињства. Управо тада су приказани портрети деце, деца без родитеља и други постају бројни и уобичајени и у 17. веку, а породични портрети временом теже да се организују око детета које постаје центар композиције која је усредсређена на дете. У 17. веку, детињство ће још увек имати повлашћено место, безбројне свене са децом, конвенционалног карактера-деца читају, пишу... Откривање детињства као животне доби почиње у 13. веку, а линију његовог развоја пратимо кроз иконографију и историју уметности 15. и 16. века. 
Демографски услови се нису променили много од 13. до 15. века, и мада је смртност деце и даље била веома велика, једна нова осећајност, за разлику од оне из прошлих времена, признаје посебност тим нејаким бићима, којима прети опасност. Као да је заједничка свест тек тада почела да открива да је и душа детета бесмртна. Извесно је да је значај које је дете добило везан за дубље продирање хришћанске религије у обичаје и схватања.
Интересовање за дечји жаргон и понашање. Људи се забављају откривајући дечје понашање.

## Однос према детињству кроз одећу
Одећа доказује до које мере је дете било незапажено. Чим би изашло из пелена, облачено је као и сви одрасли, водећи рачуна једино о томе да одећа одражава одређени сталеж којем дете припада. Ништа од средњовековне одеће деце није указивало на то да се дете разликује од одраслих. Све старосне категорије у средњем веку облачене су исто. Млађе генерације су у младости носили исту одећу као и њихови родитељи, са незнатним модификацијама за мала дечја тела.
Средњи век бринуо се само о томе да ли ће да сачува уочљива обележја друштвене хијерархије. Ништа на тој одећи није приказивало да је дете другачије од одраслог. 
У 16. веку: Дечаци су облачени као девојчице, а оне су облачене као одрасле жене.
У 17. веку: Дете се више не облачи као одрасло. Почиње да носи одећу која је намењена његовом узрасту и сталежу. Дечаци, а понекад и девојчице, одевани су одмах после пелена у мале жене. Ту видимо посебан украс, који не постоји код одраслих жена.: две широке траке зашивене за рамена хаљине и дечака и девојчица. Оне нестају крајем 18. века. Оне су биле обележје дечјег узраста. Наглашавана је  женственост дечака. Дечак је био „жутокљунац“ све док из обичне хаљине не пређе на хаљину са оковратником. Тако су у 17. и почетком 18. века траке на леђима постале обележје дечјег узраста.
Видимо одевне предмете карактеристичне за децу. Обичаји кроз које се успоставила разлика између одеће деце и одраслих. Дечја хаљина није ништа друго но дугачка одећа средњег века. Мушкарци су често носили тунике, са разрезом спреда. Код сељака, то се спушта до колена. Мушкарци су дуго времена носили дугу одећу, и на истоку и на западу.
Од 14. века, мушкарци су кренули да носе припијенију одећу. То се није свидело моралистима и проповедницима и они и дан данас носе широку одећу (судије, свештенство). И деца су задржала дугачку одећу, бар она из угледних породица. Деца су носила одећу са „атрофираним рукавима“, као и сељаци.
Од 17. века крећу две тенденције које усмеравају развој у области начина одевања. Прва наглашава женствене црте дечака. До четврте или пете године готово је немогуће разазнати ко је дечак, а ко девојчица. Тај обичај се устајуље и задржава скоро два века. Девојчице су биле обележене само атрофираним рукавима. Дечаци су постали прва специјализована деца која су похађала школе, док девојчице нису. Девојчице су врло брзо поистовећивали са женама, као некада дечаке са одраслим мушкарцима. 
Друга тенденција јесте да деца из грађанских породица понесу делове народне или радне одеће. Сиромашни су носили оно што им се поклањало, или оно што су куповали од старинара. 
У 18. веку: Одећа деце постаје мекша, слободнија и удобнија. Панталоне су деца кренула да носе да би се ослободила од круте, традиционалне одеће. 
У Француској знатно се улагало у одећу. Одећа је била веома скупа и на њу се трошило много новца. Одећа се након смрти власника пописивала и делила као богатство.
Дакле од 14 века када се дете одевало као одрасла особа до одеће посебно намењене деци која нам је блиска на поменули смо претходно да се та промена пре свега односи на дечаке. Доживљај детињства најпре се развијао код дечака док су девојчице остале дуже у свету традиционалног живота у којем су их поистовећивали са одраслима. Бићемо приморани да више но једном приметимо да жене са закашњењем прихватају изражене облике модерне цивилизације која је претходно мушка.
Ако бисмо судили једино по начину одевања партикуларизација детињства одавно би се свела само на дечаке. Извесно је да се та партикуаризацијадешава искључиво између грађанске и племићке породице. Деца из народа, деца сељака и занатлија, деца која се играју по сеоским стазама и даље носе одећу одраслих: она се никада не приказују само у хаљинама и с лажним рукавима. Кроз њихов живот одржавају се стари обичаји,  у којима деца и одрасли нису били раздвојени ни у одевању, ни у раду, ни у игри.

## Однос према детињству кроз игре
Деца су заједно са одраслима учествовала у сезонским празницима.
У почетку није било разлике између игара за одрасле и игара за децу, а касније су забрањиване игре које су се сматрале неприкладним за децу.
У 17. веку значај се придавао играма на срећу, постојала је разлика између игара за одрасле и децу, за племиће и сиромашне.